# 耶维尔 (芒什省)
耶维尔（法語：Hiesville，法語發音：[jɛvil]）是法国芒什省的一个市镇，属于瑟堡区。

## 地理
耶维尔（49°22'18"N, 1°15'48"W）面积4.03 平方千米，位于法国诺曼底大区芒什省，该省份为法国西北部沿海省份，西、北、东北三面环大西洋，东起顺时针与卡爾瓦多斯省、奧恩省、马耶讷省和伊勒-维莱讷省接壤。
与耶维尔接壤的市镇（或旧市镇、城区）包括：圣玛丽迪蒙、布洛维尔、卡朗唐莱马赖。

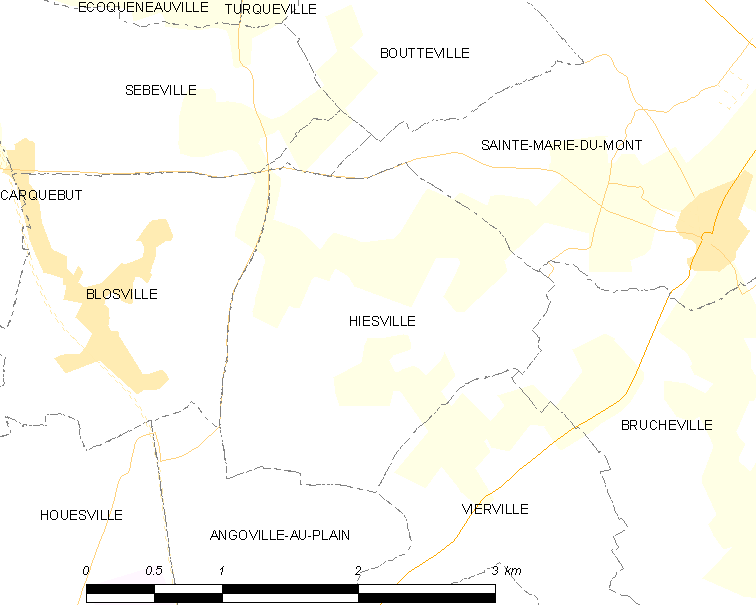
的OSM定位图

耶维尔的时区为UTC+01:00、UTC+02:00（夏令时）。

## 行政
耶维尔的邮政编码为50480，INSEE市镇编码为50246。

## 政治
耶维尔所属的省级选区为卡朗唐莱马赖县。

## 人口

1962-2008年间人口变化图示

耶维尔于2022年1月1日时的人口数量为72人。